# 乙息记
乙息记可汗:987（？—553年），又稱阿逸可汗:3286或逸可汗:2098、纈傑娑那可汗:132，名科罗（中古漢語：khuâ-lâ）:121，古突厥人，阿史那氏，是突厥汗國的第二任可汗。他是首任可汗土门的兒子，在位時間僅有一年（552—553年）。

## 名字
突厥學家 Golden 將乙息記可汗的名字「科羅」（中古漢語：khuâ-lâ）還原為 *Qara/Kvara，並認為他的名字可能能以突厥語去解讀，但沒有解釋如何解讀。:121

## 在位
552年（西魏廢帝元年），乙息記可汗在沃野鎮北方的木賴山（今内蒙古自治区五原县东北乌加河北）击敗了邓叔子率領的柔然汗國殘部。:987
553年3－4月間（西魏廢帝二年三月），乙息記可汗派遣使者赠送了五萬匹馬給西魏。他在同年病死前將汗位传给了弟弟俟斤，即後來的木杆可汗。:987